# Gran Premio motociclistico del Giappone 1964
Il Gran Premio motociclistico del Giappone fu l'ultimo appuntamento del motomondiale 1964.
Si svolse il 1º novembre 1964 sul circuito di Suzuka. Erano in programma le classi 50, 125, 250 e 350; la gara della 50 (vinta da Ralph Bryans) non fu considerata valida per il Mondiale poiché si presentarono alla partenza solo cinque piloti.
Anche la gara della 350 rischiò di essere invalidata per lo stesso motivo della 50 (per rimpolpare la griglia e arrivare al numero minimo di partenti - 6 - fu ingaggiato uno sconosciuto pilota indonesiano, peraltro squalificato dopo cinque giri). La gara fu vinta da Jim Redman davanti a Mike Hailwood, ingaggiato per l'occasione dall'MZ. Durante le prove Alan Shepherd si fratturò il cranio, incidente che segnò la fine della carriera del centauro britannico.
In 250 Redman portò alla vittoria la nuova Honda sei cilindri.
La gara della 125 fu vinta da Ernst Degner, un anno dopo l'incidente da lui subito sullo stesso circuito.

## Classe 350

### Arrivati al traguardo
| Pos. | Pilota            | Moto  | Tempo        | Punti |
| ---- | ----------------- | ----- | ------------ | ----- |
| 1    | Jim Redman        | Honda | 1h 04' 55" 3 | 8     |
| 2    | Mike Hailwood     | MZ    | +30"         | 6     |
| 3    | Isamu Kasuya      | Honda | +1' 32" 2    | 4     |
| 4    | Isao Yamashita    | Honda | +2' 14"      | 3     |
| 5    | Kuniomi Nagamatsu | Honda | +2' 21" 5    | 2     |

## Classe 250

### Arrivati al traguardo
| Pos. | Pilota           | Moto   | Tempo        | Punti |
| ---- | ---------------- | ------ | ------------ | ----- |
| 1    | Jim Redman       | Honda  | 1h 01' 33" 9 | 8     |
| 2    | Isamu Kasuya     | Honda  | +40" 7       | 6     |
| 3    | Hiroshi Hasegawa | Yamaha | +1' 20" 9    | 4     |
| 4    | Luigi Taveri     | Honda  | +1' 38" 3    | 3     |
| 5    | Mike Hailwood    | MZ     | +1 giro      | 2     |

## Classe 125

### Arrivati al traguardo
| Pos. | Pilota              | Moto   | Tempo     | Punti |
| ---- | ------------------- | ------ | --------- | ----- |
| 1    | Ernst Degner        | Suzuki | 32' 33" 5 | 8     |
| 2    | Luigi Taveri        | Honda  | +1" 2     | 6     |
| 3    | Yoshimi Katayama    | Suzuki | +11" 4    | 4     |
| 4    | Teisuke Tanaka      | Suzuki | +52" 2    | 3     |
| 5    | Hironori Matsushima | Yamaha | +1' 10" 6 | 2     |
| 6    | Akiyasu Motohashi   | Yamaha | +1' 36" 1 | 1     |

## Fonti e bibliografia
- Corriere dello Sport, 2 novembre 1964, pag. 2.